# Juana Arce Molina
Juana Arce Molina (Albacete, 1935) és una política espanyola. Llicenciada en Filosofia i Lletres. Es va incorporar a l'activitat política com a Senadora pel Partit Popular en el Grup Parlamentari de UCD en la Legislatura Constituent i posteriorment va ser diputada per en la I Legislatura

## Biografia
Va estudiar batxillerat en el Col·legi María Inmaculada d'Albacete i va cursar la carrera de Filosofia i Lletres en la Universitat d'Albacete i en la de Madrid on va obtenir la llicenciatura de Filologia Anglesa.
Des de 1960 es va dedicar a l'ensenyament d'idiomes impartint espanyol per a estrangers, activitat que va continuar després de la seva experiència política. En una d'aquestes classes va conèixer al seu marit, Eduardo Winkels, amb qui va tenir 3 fills i 7 nets.
Va ser Senadora en la Legislatura Constituent i Diputada en la I Legislatura pel Partit Popular en el Grup Parlamentari de UCD. En la seva època de senadora va ser membre titular de la Diputació Permanent del Senat, Vocal de la Comissió de Peticions, Vocal de la Comissió Especial de Recerca sobre la situació d'establiments penitenciaris i Vocal de la Comissió Especial sobre la situació del nen, a més de Secretària del Grup Parlamentari d'UCD.
Segons el llibre "Las mujeres parlamentarias en la legislatura constituyente", va ser la seva inquietud pels problemes socials el que li va portar a introduir-se en política durant la Transició Política.